# Rivolta del latte
Con la locuzione rivolta del latte, o crisi del latte, oppure anche guerra del latte, viene indicato lo stato di agitazione che interessò il comparto pastorale sardo nei mesi di febbraio e marzo del 2019. Gli allevatori utilizzarono una forma di protesta inedita, versavano il latte sulle strade, aggiungendo lo slogan Meglio buttarlo via. Oltre alla provocazione del latte versato, i pastori organizzarono blocchi stradali e manifestazioni davanti alle sedi delle istituzioni. A Thiesi  i manifestanti avevano attaccato il caseificio Fratelli Pinna provocando danni al punto vendita e agli uffici amministrativi, oltre ad una cisterna da 30mila litri. 
Il problema era relativo al prezzo del latte che offrivano gli industriali: un litro di latte di pecora veniva pagato dalle aziende intorno ai 55 centesimi,  i pastori chiedevano almeno un euro più Iva per ogni litro prodotto e pastorizzato.

## I precedenti
Già in precedenza si erano verificate proteste e manifestazioni organizzate dalle associazioni e movimenti spontanei. Il 19 ottobre 2010, il Movimento Pastori Sardi guidato da Felice Floris organizzò un'imponente manifestazione a Cagliari per far sentire la propria voce davanti al palazzo della Regione. I pastori tentarono di bloccare la strada con i cassonetti della spazzatura e furono caricati dagli agenti della polizia in tenuta antisommossa. Il 28 dicembre dello stesso anno, la polizia impedì a 300 pastori sbarcati a Civitavecchia di raggiungere Roma per manifestare il proprio malcontento. I manifestanti vennero tenuti per ore isolati nella banchina prima del nuovo imbarco verso la Sardegna.

## Cause e fatti

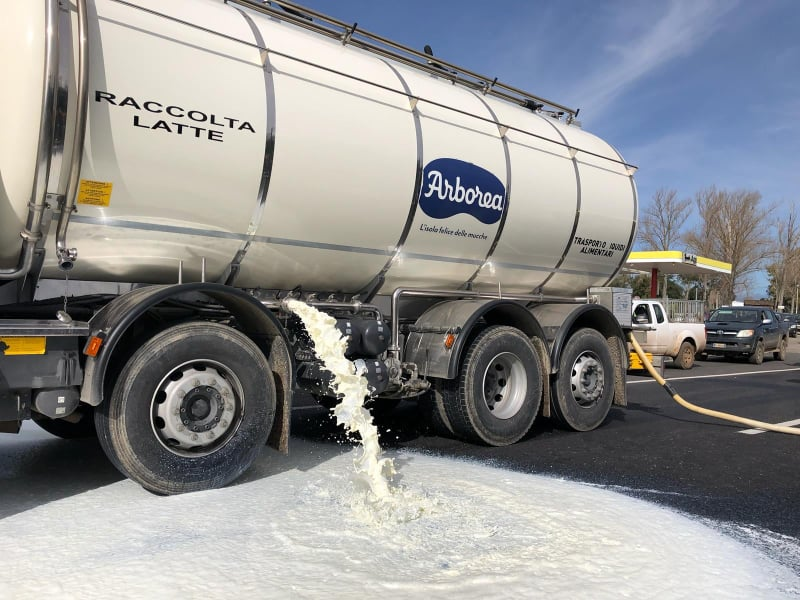
Camion cisterna svuotato dai pastori sulla SS 131

La progressiva diminuzione del prezzo del latte, pagato dai trasformatori e dalle cooperative isolane che producono il pecorino da immettere nel mercato, aveva generato un diffuso malcontento nel mondo delle campagne. 
In parte la causa dei crolli del prezzo era stata attribuita al problema della sovrapproduzione rispetto alla richiesta del mercato. Secondo le rilevazioni periodiche dell'Ismea, in quelle settimane il prezzo del latte ovino in Sardegna aveva subito ulteriori cali. Infatti nel mese di gennaio il prezzo medio registrato era stato pari a 62 cent/litro Iva inclusa, e ai primi di febbraio si stava attestando sui 60 cent/litro (iva inclusa). Inoltre, 
nello stesso mese, i costi di produzione Iva esclusa avevano raggiunto i 70 cent/litro, segnando un margine negativo per le aziende produttrici di 14 cent/litro. Da qui nasceva la protesta.
Fra il gennaio e il febbraio del 2019, un grande fermento interessò vaste aree della società. Il movimento spontaneo trovò terreno fertile sui social, dove vennero pubblicati numerosi video che ritraevano gli allevatori gettare il latte appena munto in terra piuttosto che conferirlo ai camion delle cooperative. Nei giorni successivi, in tutta l'Isola, vennero effettuati da centinaia di manifestanti blocchi stradali anche sulle strade statali. 
La protesta, nata a ridosso delle  elezioni regionali, ebbe particolare risonanza mediatica a livello nazionale.  
I candidati a governatore di quella tornata regionale batterono molto, durante la campagna elettorale, sulla questione latte. Il confronto sui temi relativi alle campagne contrappose i candidati presidente della coalizione di centrodestra Christian Solinas e quello del Movimento 5 Stelle Francesco Desogus.
Nel frattempo, il movimento spontaneo dei pastori chiedeva che venisse istituito un tavolo al quale partecipassero, oltre a rappresentanti delle campagne, la politica e gli industriali del latte (accusati di essersi arricchiti alle spalle degli allevatori) e attorno al quale si trovasse un accordo soddisfacente per tutti. Particolari tensioni si svilupparono nei pressi del caseificio dei Fratelli Pinna a Thiesi, una delle più grandi industrie casearie sarde, dove i manifestanti rimasero accampati per giorni. La struttura venne assaltata il 9 febbraio mentre il 2 marzo, presso il caseificio, venne trovato un ordigno inesploso.

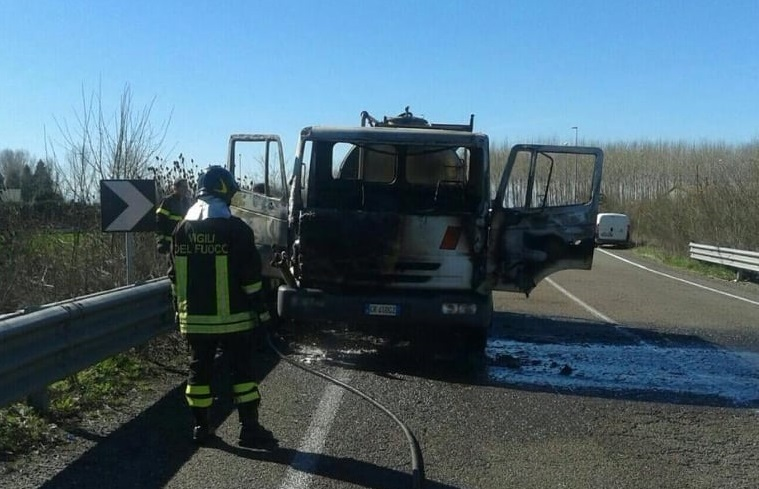
Uno dei camion bruciati durante la rivolta

 Una delegazione di manifestanti raggiunse i giocatori del Cagliari Calcio che nel Centro Sportivo di Assemini si preparavano all'incontro di Serie A contro il Milan. I calciatori, prima di abbandonare l'allenamento, si confrontarono con gli allevatori esprimendo la propria solidarietà. Il 10 febbraio, prima della partita con i rossoneri, scesero in campo con una maglia che recitava "Solidarietà ai pastori sardi".
I rappresentanti del movimento Nenneddu Sanna e Gianuario Mugoni vennero invitati a più riprese a Roma dove si confrontarono con i ministri competenti portando avanti trattative serrate.
Il 26 febbraio e il 9 marzo due camion che trasportavano latte vennero dati alle fiamme a Bitti e Torralba.

## Soluzione della vertenza
Nel mese di marzo 2019 venne definito un accordo tra trasformatori e allevatori in Sardegna sui prezzi di cessione del latte ovino crudo che pose fine anche all'istruttoria avviata dall’Autorità Garante della Concorrenza e il mercato per verificare se non fossero state poste in essere pratiche commerciali sleali. Tutt'oggi non c'è stata nessuna soluzione piena della vertenza.

## Vicende giudiziarie
Oltre 250 pastori sono stati indagati per i fatti della rivolta del latte a seguito delle identificazioni effettuate dalle forze dell'ordine mediante le immagini che documentano i vari assalti a camion e strutture e i blocchi stradali. I reati contestati sono blocco stradale e manifestazione illecita, violenza privata e danneggiamento.